# Присяжнюк Володимир Леонтійович
Присяжнюк Володимир Леонтійович (7 лютого 1939, с. Мокра Калигірка Мокрокалигірського району Черкаської області – 22 лютого 2015, Кагарлик) – журналіст, фотокореспондент. Заслужений журналіст України, член Спілки журналістів України.

## Життєпис
Народився 7 лютого 1939 в селі Мокра Калигірка Мокрокалигірського району Черкаської області в родині службовців. Навчався в семирічній школі в селі Борове Фастівського району Київської області. Закінчив Сквирський сільськогосподарський технікум.
У 1959 році працював коректором в Маловисківській районній газеті Кіровоградської області «Червоний прапор».
У 1960-1961 роках був на посаді літпрацівника у Сквирській редакції газети «Ленінська правда». 
У 1961-1962 роках займав посаду інспектора районного відділу соцзабезпечення у Сквирському районному виконавчому комітеті.
З 1964 по1970 навчався в Київському державному університеті імені Т. Г. Шевченка на факультеті журналістики. 
У 1962 році переїхав до Кагарлика на запропоновану посаду фотокореспондента  в районній газеті «Будівник комунізму» (нині «Вісник Кагарличчини»), в якій працював до 2006 року.
Всі ці роки Володимир Леонтійович був беззмінним фотокореспондентом районки. Завжди був символом відданості обраній професії і працелюбності. 
Володимир Леонтійович брав участь у численних конкурсах, завдяки яким його роботи друкувались в зарубіжних журналах, зокрема німецькому –  «Інформація і ілюстрація», словацькому «Фото-кіно-ревю», в багатьох вітчизняних газетах «Сільські вісті», «Молода гвардія», «Київська правда», «Вечірній Київ», «Радянська Україна», журналах «Україна», «Хлібороб України» та інші.
Тричі був переможцем фотоконкурсів, які оголошували республіканські газети «Сільські вісті», «Молода гвардія» у цих газетах займав третє місце. У фотоконкурсі, який проводила обласна газета «Київська правда» зайняв перше місце, отримавши в подарунок фотоапарат «ФЕД-Мікрон».
Керував фотостудією при Кагарлицькому Будинку піонерів (нині Центр дитячої та юнацької творчості), де 24 роки навчав молодь фотографувати.
Він перший у Кагарлицькому районі став членом Спілки журналістів України. Понад тридцять років очолював районний осередок Спілки журналістів України.

## Відзнаки
1. Настільна золота  медаль «За особливі заслуги» (2004).
2. Почесний диплом  Київської організації Спілки журналістів України «За вагомий внесок  у розбудову України» (2006).
3. У 2009 році йому присвоєно звання «Заслужений журналіст України».